# أوزوالد تيسيموند
أوزوالد تيسيموند (بالإنجليزية: Oswald Tesimond)‏‏ (1563 - 23 أغسطس 1636) هو يسوعي وُلد إما في نورثمبرلاند أو يورك. على الرغم أنه لم يكن من المتآمرين، ولكن كان لديه علمٌ سابق بمؤامرة البارود.